# Georgia Tornow

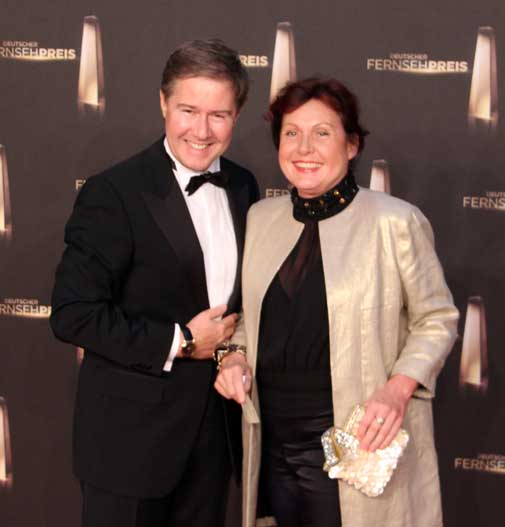
Ulrich Meyer und Georgia Tornow beim Deutschen Fernsehpreis 2012

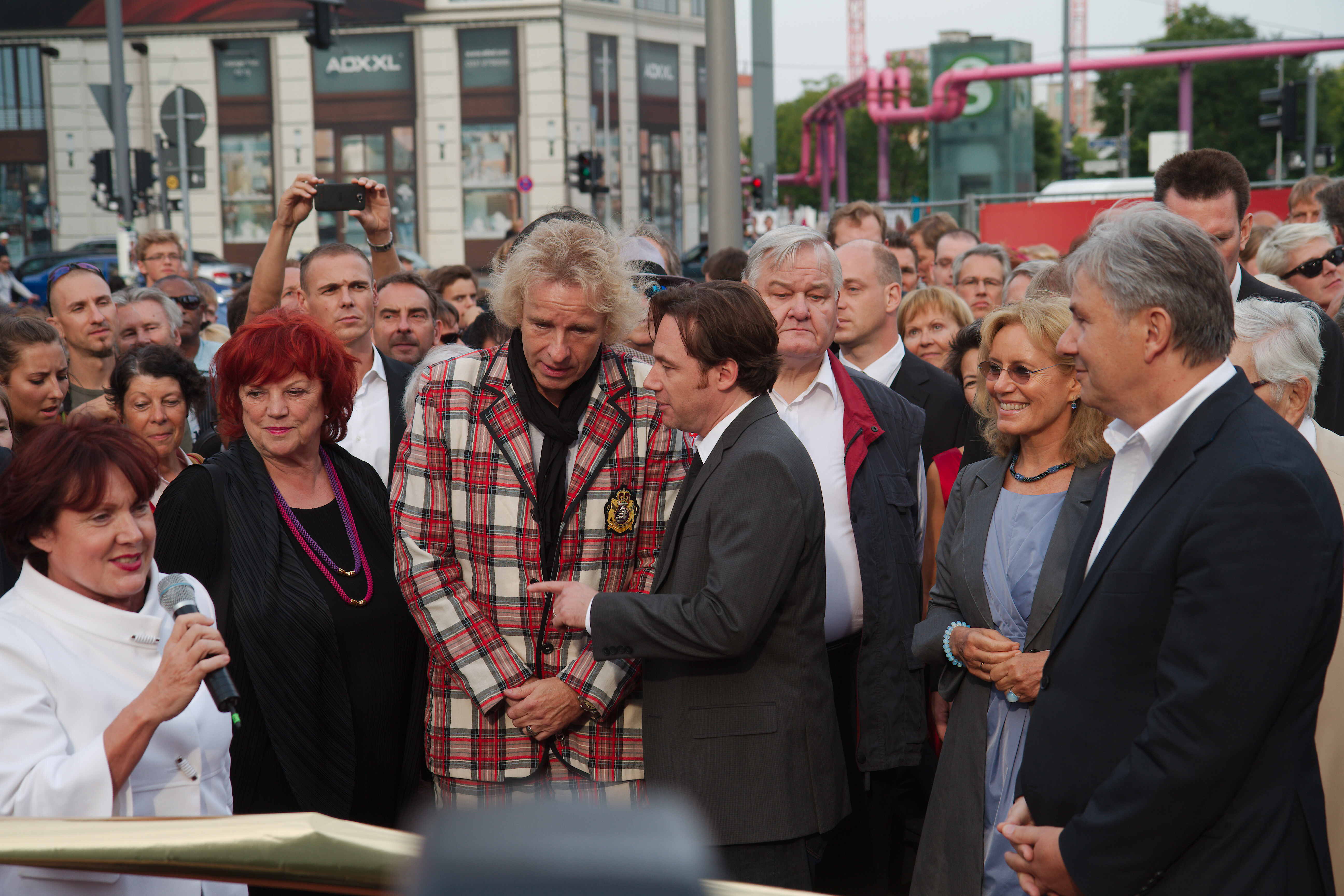
Georgia Tornow (links) am Boulevard der Stars

Georgia Tornow (* 23. April 1948 in Vlotho) ist eine deutsche Journalistin.

## Leben und Karriere
Nach ihrem Politikwissenschaft-Studium (1971) absolvierte sie ein Volontariat beim ZDF und arbeitete als freie Journalistin für Print, Radio und Fernsehen. Sie war Koordinatorin (Mitglied der Chefredaktion) der taz, stellvertretende Chefredakteurin der Berliner Zeitung, Chefredakteurin von Econy, Kolumnistin bei der Frauenzeitschrift Vivian, Fernsehmoderatorin beim Sender Freies Berlin und beim Nachrichtensender n-tv. Als Wissenschaftlerin beschäftigte sie sich mehrere Jahre am Otto-Suhr-Institut mit neuen Technologien, dem Wandel der Sozialstruktur und der Regionalentwicklung. Bei Olivetti lernte sie Systemanalyse, als Free-Lancer arbeitete sie 1985/86 für das Institut für Systemtechnik und Innovationsforschung (ISI) in Karlsruhe und das Institut für ökologische Wirtschaftsforschung in Berlin.
Von 1994 bis 1999 war Georgia Tornow aktives Mitglied des Beirates der Internationalen Filmfestspiele Berlin, bis März 2001 stellvertretende Vorsitzende der Berliner Pressekonferenz. Sie ist Mitglied des Kuratoriums der Universität Potsdam. 1995 heiratete sie den Fernsehjournalisten und Moderator Ulrich Meyer.
Von 2001 bis 2008 war Tornow die Generalsekretärin von film20, einer Lobby-Organisation von Filmproduzenten.
Sie leitete von der Gründung im Jahr 2008 bis zu der Liquidation im Jahr 2019 die gemeinnützige „Boulevard der Stars GmbH“.
1998 widmete ihr der englische Rosenzüchter David Austin die Rosensorte „Teasing Georgia“.